# Ihor Poliszczuk
Ihor Ihorowicz Poliszczuk (ukr. Ігор Ігорович Поліщук; ur. 1 lipca 1988 w Łucku) – ukraiński polityk, od 2020 roku mer Łucka. W 2017 roku pełnił obowiązki mera Łucka będąc jednocześnie sekretarzem rady miasta.        

## Życiorys
Uczył się w liceum nr 15 w Łucku. W 2010 roku ukończył prawoznawstwo na Kijowskim Uniwersytecie Narodowym. W tym samym roku rozpoczął pracę jako asystent adwokata. Od 2012 roku pracował jako radca prawny fundacji Ihora Pałycia, przewodniczącego Wołyńskiej Obwodowej Administracji Państwowej, Nowy Łuck. W 2013 roku został absolwentem Narodowego Uniwersytetu Prawnego im. Jarosława Mądrego również na kierunku prawoznawstwo. Następnie do 2016 roku był głównym radcą prawnym fundacji Pałycia. W tym samym roku został wiceprezesem tejże fundacji.

### Kariera polityczna
W 2013 roku został wybrany radnym Łucka z ramienia Socjalistycznej Partii Ukrainy. Dołączył do klubu radnych Nowy Łuck. W 2015 roku uzyskał reelekcję na stanowisku radnego z ramienia Ukraińskiego Zjednoczenia Patriotów. Został przewodniczącym klubu radnych UKROP, został także członkiem Komisji Budżetu. Od marca do lipca 2017 roku był sekretarzem rady miasta, z racji śmierci mera pełnił także jego obowiązki. W lipcu tego samego roku został doradcą mera Łucka. 
W wyborach samorządowych w 2020 roku kandydował na mera Łucka oraz na radnego z ramienia partii Za Przyszłość (ukr. За Майбутнє). 15 listopada tego samego roku zwyciężył w drugiej turze wyborów, wygrywając z Bohdanem Szibą uzyskał 24 355 głosów (54,60%). 